# П'ї (царство)
Царство П'ї  (бірм. ဒုတိယ သရေခေတ္တရာ နေပြည်တော်) — королівство, яке існувало протягом шести десятиліть, з 1482 по 1542 рік, на території сучасної центральної М'янми.
Це невелика держава, веде свій початок з міста П'ї, була одною з безлічі дрібних державних утворень, які відокремилися в кінці XV століття від імперії Ава, що розвалювалася. У період 1520-х років П'ї було союзником конфедерації Шанських князівств, здійснюючи разом з ним набіги на територію Ави. Після остаточного падіння Ави під ударами військ шанської конфедерації в 1527 році П'ї незабаром, в 1532 році, сама стала залежною від шанів державою. У 1530-х роках П'ї виявилася втягнутою у війну між державами Таунгу і Хантаваді (1534—1541). Незважаючи на військову допомогу від шанської конфедерації і царства М'яу-У, в 1542 році ця маленька держава була захоплена військами Таунгу.